# Badminton-Asienmeisterschaft
Asienmeisterschaften im Badminton finden seit 1962 statt. In den ersten Jahren fanden die Titelkämpfe nicht jährlich statt. Ab 1991 wurde zur jährlichen Austragung übergegangen. 2017 wurden die Meisterschaften zum 36. Mal ausgetragen. Sie sind nicht zu verwechseln mit den Badmintonkämpfen bei den Asienspielen (Asian Games).

## Austragungsorte
| Jahr    | Nr.   | Stadt          | Land                |
| ------- | ----- | -------------- | ------------------- |
| 1962    | I     | Kuala Lumpur   | Malaysia            |
| 1965    | II    | Lucknow        | Indien              |
| 1969    | III   | Manila         | Philippinen         |
| 1971    | IV    | Jakarta        | Indonesien          |
| 1976    | V     | Hyderabad      | Indien              |
| 1976(I) | inof. | Bangkok        | Thailand            |
| 1977    | inof. | Hongkong       | Hongkong            |
| 1978    | inof. | Peking         | Volksrepublik China |
| 1980    | inof. | Bangkok        | Thailand            |
| 1983    | VI    | Kalkutta       | Indien              |
| 1985    | VII   | Kuala Lumpur   | Malaysia            |
| 1987    | VIII  | Semarang       | Indonesien          |
| 1988    | inof. | Bandar Lampung | Indonesien          |
| 1989    | IX    | Shanghai       | China               |
| 1991    | X     | Kuala Lumpur   | Malaysia            |
| 1992    | XI    | Kuala Lumpur   | Malaysia            |
| 1993    | XII   | Hongkong       | Hongkong            |
| 1994    | XIII  | Shanghai       | China               |
| 1995    | XIV   | Beijing        | China               |
| 1996    | XV    | Surabaya       | Indonesien          |
| 1997    | XVI   | Kuala Lumpur   | Malaysia            |
| 1998    | XVII  | Bangkok        | Thailand            |
| 1999    | XVIII | Kuala Lumpur   | Malaysia            |
| 2000    | XIX   | Jakarta        | Indonesien          |
| 2001    | XX    | Manila         | Philippinen         |

| Jahr | Nr.     | Stadt        | Land                         |
| ---- | ------- | ------------ | ---------------------------- |
| 2002 | XXI     | Bangkok      | Thailand                     |
| 2003 | XXII    | Jakarta      | Indonesien                   |
| 2004 | XXIII   | Kuala Lumpur | Malaysia                     |
| 2005 | XXIV    | Hyderabad    | Indien                       |
| 2006 | XXV     | Johor Bahru  | Malaysia                     |
| 2007 | XXVI    | Johor Bahru  | Malaysia                     |
| 2008 | XXVII   | Johor Bahru  | Malaysia                     |
| 2009 | XXVIII  | Suwon        | Südkorea                     |
| 2010 | XXIX    | Neu-Delhi    | Indien                       |
| 2011 | XXX     | Chengdu      | China                        |
| 2012 | XXXI    | Qingdao      | China                        |
| 2013 | XXXII   | Taipeh       | Taiwan                       |
| 2014 | XXXIII  | Gimcheon     | Südkorea                     |
| 2015 | XXXIV   | Wuhan        | China                        |
| 2016 | XXXV    | Wuhan        | China                        |
| 2017 | XXXVI   | Wuhan        | China                        |
| 2018 | XXXVII  | Wuhan        | China                        |
| 2019 | XXXVIII | Wuhan        | China                        |
| 2022 | XXXIX   | Muntinlupa   | Philippinen                  |
| 2023 | XXXX    | Dubai        | Vereinigte Arabische Emirate |
| 2024 | XXXXI   | Ningbo       | China                        |
| 2025 | XXXXII  | Ningbo       | China                        |
| 2026 | XXXXIII |              |                              |
| 2027 | XXXXIV  |              |                              |

## Die Sieger
| Saison    | Herreneinzel       | Dameneinzel       | Herrendoppel                            | Damendoppel                         | Mixed                                   | Team (M)          |
| --------- | ------------------ | ----------------- | --------------------------------------- | ----------------------------------- | --------------------------------------- | ----------------- |
| 1962      | Teh Kew San        | Minarni           | Ng Boon Bee Tan Yee Khan                | Happy Herowati Corry Kawilarang     | Lim Say Hup Ng Mei Ling                 | Malaysia          |
| 1965      | Dinesh Khanna      | Angela Bairstow   | Narong Bhornchima Chavalert Chumkum     | Ursula Smith Angela Bairstow        | Tan Yee Khan Angela Bairstow            | Malaysia          |
| 1969      | Muljadi            | Pang Yuet Mui     | Ng Boon Bee Punch Gunalan               | Lee Young-soon Kang Young-sin       | nicht ausgetragen                       | Indonesien        |
| 1971      | Tan Aik Mong       | Utami Dewi        | Indra Gunawan Nara Sudjana              | Retno Koestijah Intan Nurtjahja     | Christian Hadinata Retno Koestijah      | Indonesien        |
| 1976      | Hou Jiachang       | Liang Qiuxia      | Tjun Tjun Ade Chandra                   | Theresia Widiastuti Regina Masli    | Fang Kaixiang He Cuiling                | Indonesien        |
| 1976(I)   | Iie Sumirat        | Liang Qiuxia      | Ade Chandra Christian Hadinata          | Rosalind Singha Ang Sylvia Ng       | nicht ausgetragen                       | nicht ausgetragen |
| 1977      | Yu Yaodong         | Liang Qiuxia      | Tjun Tjun Johan Wahjudi                 | Liang Qiuxia Liu Xia                | nicht ausgetragen                       | nicht ausgetragen |
| 1978      | Yu Yaodong         | Liu Xia           | Lin Shinchuan Tang Xianhu               | Thongkam Kingmanee Sirisriro Patama | nicht ausgetragen                       | nicht ausgetragen |
| 1980      | Han Jian           | Song Youping      | Li Zhifeng Yang Kesen                   | Li Lingwei Sang Yanqin              | nicht ausgetragen                       | nicht ausgetragen |
| 1983      | Chen Changjie      | Yoo Sang-hee      | Jiang Guoliang He Shangquan             | Guan Weizhen Fan Ming               | Park Joo-bong Kim Yun-ja                | China             |
| 1985      | Zhao Jianhua       | Zheng Yuli        | Park Joo-bong Kim Moon-soo              | Kim Yun-ja Yoo Sang-hee             | nicht ausgetragen                       | China             |
| 1987      | Misbun Sidek       | Elizabeth Latief  | Liem Swie King Bobby Ertanto            | Hwang Hye-young Chung Myung-hee     | nicht ausgetragen                       | China             |
| 1988      | Xiong Guobao       | Tang Jiuhong      | Zhang Qiang Zhou Jincan                 | Verawaty Fajrin Yanti Kusmiati      | nicht ausgetragen                       | -                 |
| 1989      | nicht ausgetragen  | nicht ausgetragen | nicht ausgetragen                       | nicht ausgetragen                   | nicht ausgetragen                       | China             |
| 1991      | Rashid Sidek       | Yuliani Santosa   | Park Joo-bong Kim Moon-soo              | Hwang Hye-young Chung So-young      | Park Joo-bong Chung Myung-hee           | -                 |
| 1992      | Rashid Sidek       | Ye Zhaoying       | Razif Sidek Jalani Sidek                | Wu Yuhong Pan Li                    | Joko Mardianto Sri Untari               | -                 |
| 1993      | nicht ausgetragen  | nicht ausgetragen | nicht ausgetragen                       | nicht ausgetragen                   | nicht ausgetragen                       | Indonesien        |
| 1994      | Foo Kok Keong      | Ye Zhaoying       | Chen Kang Chen Hongyong                 | Ge Fei Gu Jun                       | Chen Xingdong Sun Man                   | nicht ausgetragen |
| 1995      | Park Sung-woo      | Ye Zhaoying       | Cheah Soon Kit Yap Kim Hock             | Ge Fei Gu Jun                       | Liu Jianjun Ge Fei                      | nicht ausgetragen |
| 1996      | Jeffer Rosobin     | Gong Zhichao      | Ade Sutrisna Candra Wijaya              | Eliza Nathanael Finarsih            | Tri Kusharyanto Lili Tampi              | nicht ausgetragen |
| 1997      | Sun Jun            | Yao Yan           | Denny Kantono Antonius Ariantho         | Liu Zhong Huang Nanyan              | Zhang Jun Liu Lu                        | nicht ausgetragen |
| 1998      | Chen Gang          | Ye Zhaoying       | Kang Kyung-jin Ha Tae-kwon              | Ge Fei Gu Jun                       | Kim Dong-moon Ra Kyung-min              | nicht ausgetragen |
| 1999      | Chen Hong          | Ye Zhaoying       | Ha Tae-kwon Kim Dong-moon               | Ge Fei Gu Jun                       | Kim Dong-moon Ra Kyung-min              | nicht ausgetragen |
| 2000      | Taufik Hidayat     | Xie Xingfang      | Rexy Mainaky Tony Gunawan               | Lee Hyo-jung Yim Kyung-jin          | Bambang Suprianto Minarti Timur         | nicht ausgetragen |
| 2001      | Xia Xuanze         | Zhang Ning        | Bambang Suprianto Tri Kusharyanto       | Gao Ling Huang Sui                  | Kim Dong-moon Ra Kyung-min              | nicht ausgetragen |
| 2002      | Sony Dwi Kuncoro   | Zhou Mi           | Ha Tae-kwon Kim Dong-moon               | Zhang Jiewen Yang Wei               | Zhang Jun Gao Ling                      | nicht ausgetragen |
| 2003      | Sony Dwi Kuncoro   | Wang Chen         | Lee Dong-soo Yoo Yong-sung              | Ra Kyung-min Lee Kyung-won          | Nova Widianto Vita Marissa              | nicht ausgetragen |
| 2004      | Taufik Hidayat     | Jun Jae-youn      | Sigit Budiarto Tri Kusharyanto          | Lee Hyo-jung Lee Kyung-won          | Kim Dong-moon Ra Kyung-min              | nicht ausgetragen |
| 2005      | Sony Dwi Kuncoro   | Wang Chen         | Markis Kido Hendra Setiawan             | Lee Hyo-jung Lee Kyung-won          | Sudket Prapakamol Saralee Thungthongkam | nicht ausgetragen |
| 2006      | Lee Chong Wei      | Wang Chen         | Choong Tan Fook Lee Wan Wah             | Yu Yang Du Jing                     | Nova Widianto Liliyana Natsir           | nicht ausgetragen |
| 2007      | Taufik Hidayat     | Jiang Yanjiao     | Choong Tan Fook Lee Wan Wah             | Yang Wei Zhao Tingting              | He Hanbin Yu Yang                       | nicht ausgetragen |
| 2008      | Park Sung-hwan     | Jiang Yanjiao     | Jung Jae-sung Lee Yong-dae              | Yang Wei Zhang Jiewen               | Flandy Limpele Vita Marissa             | nicht ausgetragen |
| 2009      | Bao Chunlai        | Zhu Lin           | Markis Kido Hendra Setiawan             | Ma Jin Wang Xiaoli                  | Lee Yong-dae Lee Hyo-jung               | nicht ausgetragen |
| 2010      | Lin Dan            | Li Xuerui         | Cho Gun-woo Yoo Yeon-seong              | Pan Pan Tian Qing                   | Chan Peng Soon Goh Liu Ying             | nicht ausgetragen |
| 2011      | Lin Dan            | Wang Yihan        | Cai Yun Fu Haifeng                      | Wang Xiaoli Yu Yang                 | Zhang Nan Zhao Yunlei                   | nicht ausgetragen |
| 2012      | Chen Jin           | Li Xuerui         | Kim Ki-jung Kim Sa-rang                 | Tian Qing Zhao Yunlei               | Zhang Nan Zhao Yunlei                   | nicht ausgetragen |
| 2013      | Du Pengyu          | Wang Yihan        | Ko Sung-hyun Lee Yong-dae               | Wang Xiaoli Yu Yang                 | Ko Sung-hyun Kim Ha-na                  | nicht ausgetragen |
| 2014      | Lin Dan            | Sung Ji-hyun      | Shin Baek-cheol Yoo Yeon-seong          | Luo Ying Luo Yu                     | Lee Chun Hei Chau Hoi Wah               | nicht ausgetragen |
| 2015      | Lin Dan            | Ratchanok Intanon | Lee Yong-dae Yoo Yeon-seong             | Ma Jin Tang Yuanting                | Tontowi Ahmad Liliyana Natsir           | nicht ausgetragen |
| 2016      | Lee Chong Wei      | Wang Yihan        | Lee Yong-dae Yoo Yeon-seong             | Misaki Matsutomo Ayaka Takahashi    | Zhang Nan Zhao Yunlei                   | nicht ausgetragen |
| 2017      | Chen Long          | Tai Tzu-ying      | Li Junhui Liu Yuchen                    | Misaki Matsutomo Ayaka Takahashi    | Lu Kai Huang Yaqiong                    | nicht ausgetragen |
| 2018      | Kento Momota       | Tai Tzu-ying      | Li Junhui Liu Yuchen                    | Yuki Fukushima Sayaka Hirota        | Wang Yilu Huang Dongping                | nicht ausgetragen |
| 2019      | Kento Momota       | Akane Yamaguchi   | Hiroyuki Endo Yuta Watanabe             | Chen Qingchen Jia Yifan             | Wang Yilu Huang Dongping                | nicht ausgetragen |
| 2020 2021 | abgesagt           | abgesagt          | abgesagt                                | abgesagt                            | abgesagt                                | abgesagt          |
| 2022      | Lee Zii Jia        | Wang Zhiyi        | Pramudya Kusumawardana Yeremia Rambitan | Chen Qingchen Jia Yifan             | Zheng Siwei Huang Yaqiong               | nicht ausgetragen |
| 2023      | Anthony Ginting    | Tai Tzu-ying      | Satwiksairaj Rankireddy Chirag Shetty   | Yuki Fukushima Sayaka Hirota        | Jiang Zhenbang Wei Yaxin                | nicht ausgetragen |
| 2024      | Jonatan Christie   | Wang Zhiyi        | Liang Weikeng Wang Chang                | Baek Ha-na Lee So-hee               | Feng Yanzhe Huang Dongping              | nicht ausgetragen |
| 2025      | Kunlavut Vitidsarn | Chen Yufei        | Aaron Chia Soh Wooi Yik                 | Liu Shengshu Tan Ning               | Tang Chun Man Tse Ying Suet             | nicht ausgetragen |